# Josef Büche

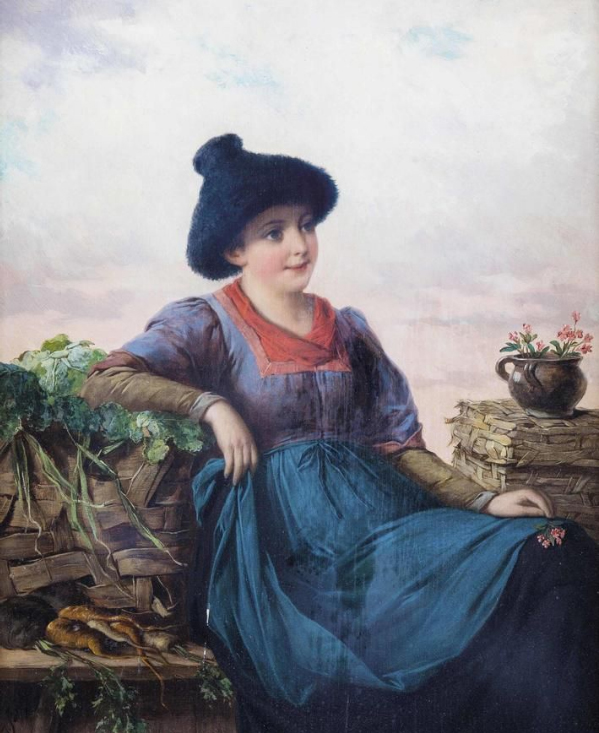
Die junge Tyrolerin

Josef Büche (* 29. Februar 1848 in Wien; † 13. August 1917 in Linz-Urfahr) war ein österreichischer Porträtmaler.
Geboren als Sohn eines Malers, studierte Büche an der Akademie der bildenden Künste Wien bei Eduard von Engerth und Carl Wurzinger. Er erhielt einen Gesamtstudienpreis.
Büche porträtierte viele Mitglieder des österreichischen Kaiserhauses und andere hervorragende Persönlichkeiten.
Im Zeitraum von 1881 bis 1901 war er in Innsbruck tätig. 1883 wurde er Mitglied des Wiener Künstlerhauses.
Neben eigenen Werken restaurierte er auch Werke anderer Maler.
Büche illustrierte die „Österreichisch-ungarische Monarchie in Wort und Bild“. Er stellte seine Werke an Kunstausstellungen aus.